# 디베이트코리아
디베이트코리아(Debate Korea)는 아나운서 출신 방송인 오상진 의장과 한국인 최초 아이비리그 토론 코치 윤석호 사무총장이 함께 한국에 전반적인 토론 교육의 증진을 통해 소통이 활성화된 성숙한 사회를 만드는데 기여하는 단체이다.
2016년에 비영리 단체로서 설립되었으며, 이후 2020년 비영리 사단법인인 디스커버코리아를 설립하고 디베이트코리아는 산하 단체로 속하게 되었다.
제 41회 한국 세계 대학생 토론대회, 2021 서울 청년 정책 대토론, 디베이트코리아 오픈 국제영어토론대회, 코넬-연세 영어토론대회 등의 국내외 최대 규모 토론대회를 개최 및 운영해왔으며 국내외 주요 기관 및 기업들과 협업하며 청년들이 다양한 의견을 교환할 수 있는 소통의 문화를 대한민국, 나아가 세계에 전파하고 있다.

## 연혁

### 2016
- 제 3회 코넬-연세 중고교 영어토론 대항전 및 워크샵 개최
- 2016 연세대학교 전국 대학생 영어토론대회 개최

### 2017
- 제4회 코넬-연세 중고교 영어토론 대항전 및 워크샵 개최
- 제1회 서울오픈 국제영어토론대회 개최
- 제 10회 동북아시아 국제토론대회 운영 지원
- 2017 서울대학교 전국 대학생 영어토론대회 운영지원

### 2018
- 제2회 서울오픈 국제영어토론대회 개최
- 제5회 코넬-연세 중고교 영어토론 대항전 및 워크샵 개최
- 제22회 한양대학교 전국대학생영어토론대회 후원
- 제1회 경희대학교 국제관계학 영어토론대회 개최
- 2018 남북정상회담 판문점 프레스센터 운영지원 파견
- 2018 남북정상회담 평양 프레스센터 운영지원 파견
- 2018 국민연금공단 세대공감 신중년 & 청년 토론 팟캐스트 운영
- MBN Y 포럼 2018 운영지원 파견
- 베트남 하노이 국립대학교 토론대회 운영지원
- 2018 한양대학교 전국 대학생 영어토론대회 운영지원
- 구로구 사회복지관 토론교육 프로그램 운영
- 대학생 대상 방학 영어토론 교육 프로그램 운영
- 국민연금공단 '무상사용대차계약'(NPS희망키움센터) 체결

### 2019
- 제3회 디베이트코리아 오픈 2019 국제영어토론대회 개최
- 제6회 코넬-연세 중고교 영어토론 대항전 및 워크샵 개최
- 제24회 서강대학교 전국대학생영어토론대회 공동개최
- 제 25회 육군사관학교 전국대학생영어토론대회 개최
- 제39회 남아프리카공화국 세계대학생토론대회 2019 한국 홍보행사운영
- 베트남 VTV7 국립방송 "The Debaters" 오디션 프로그램 자문 및 심사위원
- 세인트폴서울 국제학교 제 1회 교내 디베이트대회 운영 지원 및 프로그램 지원
- 잉쿱 사회적협동조합 영어강사 양성 아카데미 컨텐츠 지원 및 강연 진행
- 대학생 대상 방학 영어토론 교육 프로그램 운영

### 2020
- 제7회 코넬-연세 중고교 온라인 토론 캠프 및 워크샵 개최[3]
- 글로벌 효율적 이타주의 국제토론대회 개최
- 전국 대학생 영어토론연합 루키 토론대회 2020 개최
- 제40회 태국 세계대학생토론대회 2020 한국홍보 행사 운영
- 세인트폴서울 국제학교 제 2회 교내 디베이트 대회 운영 지원 및 프로그램 지원
- 지방인재개발원 연계 글로벌리더과정 연수 디베이트 강좌 컨텐츠 지원 및 강연 진행
- 연세대학교 외국어학당 정규 영어과정 디베이트 강의 진행
- 디베이트코리아 인스티튜션 공식 대학생 영어토론 연합동아리 개설
- 잉쿱 사회적협동조합 영어교실 프로그램 디베이트 수업 컨텐츠 지원 및 강연 진행
- 대학생 대상 디베이트코리아 방학 영어토론 교육 프로그램 운영
- 예일대학교 한국 모의유엔대회 공동 개최 MOU 체결

### 2021
- 제41회 세계대학생토론대회 개최
- 2021 서울 청년 정책 대토론 개최
- 연세대학교 RC 프로그램 연세디베이트오픈 운영 지원
- 세인트폴서울 국제학교 제 3회 교내 디베이트 대회 운영 지원
- 육군사관학교 생도 대상 교육 프로그램 진행 및 MOU 체결

## 개최 대회

### 디베이트코리아 오픈 국제토론대회 (舊 서울 오픈 국제토론대회) (2017~)
디베이트코리아 오픈 국제토론대회(Debate Korea Open)는 영국의회식 국제 영어 토론 대회이자, 디베이트코리아 자체에서 주최하는 국내 최대 규모의 영어 의회식 토론 대회이다.
20여 개국 100여개 의 팀들이 대회에 참석하였으며, 2017년과 2018년도 우승자에겐 몰디브여행권을, 2019년도 우승자에겐 말레이시아 여행권을 시상하였다.
디베이트코리아 오픈 국제토론대회를 후원하는 기관과 단체로는 에어아시아, 서울시, 교육부, 외교통일위원회, 국민연금, PLAN International, 레드불, 한국관광공사, 경기관광공사, 고양컨션뷰로 등이 있다.
- 2017년 서울 오픈 국제토론대회
- 2018년 서울 오픈 국제토론대회
- 2019년 서울 오픈 국제토론대회

### 코넬-연세 중고교 대항전 (2014~)
코넬-연세 중고교 대항전(Cornell-Yonsei Debate Invitational) 은 코넬대학교 토론동아리 Cornell Speech and Debate Society 와 연세대학교 토론동아리 Underwood Union, 그리고 디베이트코리아가 함께 지속적으로 기획하고 개최했던 대회이다.
디베이트코리아가 출범하기 이전인 2014년도부터 개최되었던 대회로, 디베이트코리아 설립 이후엔 중학생들까지 참가할 수 있게 대회 참가 범위를 확장하였다.
또한, 2017 시작된 디베이트코리아 오픈 국제토론대회와의 연계를 통해 해외 심판진들을 섭외할 수 있었으며, 대회 이후 해당 심판진들과 토론 주제들을 논의하고 피드백을 받을 수 있는 워크샵을 참가자들에게 지속적으로 제공하였다.
- 2014년 제 1회 코넬-연세 영어토론 고교 대항전
- 2015년 제 2회 코넬-연세 영어토론 고교 대항전
- 2016년 제 3회 코넬-연세 영어토론 고교 대항전
- 2017년 제 4회 코넬-연세 영어토론 중고교 대항전
- 2018년 제 5회 코넬-연세 영어토론 중고교 대항전
- 2019년 제 6회 코넬-연세 영어토론 중고교 대항전
- 2020년 제 7회 코넬-연세 중고교 온라인 토론 캠프 (비대면 진행)

### 세계 대학생 토론대회(Korea WUDC 2021)
세계 대학생 토론대회(World Universities Debating Championships)는 80여 개국 400여 개 대학에서 참가하는 세계 규모의 토론 대회이다.
하버드나 옥스퍼드 등 아이비리그권 대학과 더불어 국내 상위 대학들에서도 참가하는 대회이며, 1주일 간의 대회 기간동안 정치, 경제, 문화, 종교, 철학 등 다양한 주제에 대한 토론을 진행한다.
디베이트코리아는 2018년 8월에 대회 공식 유치 선언을 하며 한국관광공사, 경기관광공사, 고양CVB와 함께 3년 간의 유치 과정을 준비하였다. 2019년 2월 남아프리카공화국 케이프타운에서 열린 WUDC 총회에서 만장일치로 한국 유치를 확정지었다.
이후 제41회 한국 세계 대학생 토론대회 2021는 2021년 7월 킨텍스에서 개최하였으며, 90개국 980개 대학에서 2000여 명이 참가하여 역대 최대 규모의 참가자를 기록하였다.
또한 디베이트데이라는 개회식 행사를 진행하였으며, 하이브리드 방식을 통하여 연사자 및 현장 참가자 200여 명, 온라인 동시 참가자 2000여 명이 개회식을 참석하였다.
- 2021 세계 대학생 토론대회 개최

### 서울 청년 정책 대토론 (2021)
2021 서울 청년 정책 대토론은 전국 청년들이 모여 직접 정책 아이디어를 제안하고 정책의 효과성에 대해 토론하는 대회이며, 디베이트코리아가 주관, 연합뉴스와 서울연구원이 주최를 하였으며 서울시와 연합뉴스TV의 후원으로 진행되었다.
오세훈 서울특별시장, 성기홍 연합뉴스 대표이사 사장, 강원국 전 대통령 연설비서관, 박형준 성균관대 교수, 박원익 작가, 김승연 서울연구원 도시사회연구실장 등의 전문가들이 심사위원을 맡았다.
대회주제는 <공정,상생 사회>, <일과 미래>, <삶과 여가>, <청년 삶의 공간>이었으며, 총 97개의 팀들이 참가, 본선에는 32개의 팀이 진출하였다.
8강까지의 본선은 서울시립대에서 치러졌으며, 4강 및 결승은 연합뉴스 사옥에서 진행되었다. 결승전의 경우 유튜브 라이브 스트리밍으로 생중계 되었으며, 해당 영상 에서 다시 시청할 수 있다.
본선 진출 32개 팀에게 연구과제비 100만원이 지원되었고, 대회 우승팀은 1000만원의 상금과 서울시 청년 정책의 검토와 자문에 참여할 수 있는 '서울시 청년 정책 특별 자문역' 활동 기회가 제공되었다.
- 2021 서울 청년 정책 대토론 주관

## 그 외 대회 및 행사

### 대회 개최 및 운영

#### 전국 대학생 영어토론대회(KNC)
- 2016 연세대학교 전국 대학생 영어토론대회[12] 개최
- 2017 서울대학교 전국 대학생 영어토론대회[13] 운영지원
- 2018 한양대학교 전국 대학생 영어토론대회[14] 운영지원
- 2019 서강대학교 전국 대학생 영어토론대회[15] 공동개최
- 2020 전국 대학생 영어토론 대회 루키대회[16] 개최

#### 경희대학교 국제관계학 영어토론대회(KIAT)
- 2018 경희대학교 국제관계학 영어토론대회[17]

### 행사 운영 및 지원
- 2017 동북아시아 국제 토론대회
- 2018 MBN Y Forum 운영지원[18]
- 2018 남북정상회담 프레스센터 운영지원 파견
- 2018 국민연금공단 세대공감 신중년&청년토론팟캐스트 운영
- 2018 하노이 국제 영국의회식토론대회 운영지원[19]
- 2019 베트남 VTV7 "The Debaters" 오디션 프로그램 자문 및 심사위원[20]
- 2019~2021 세인트폴서울 국제학교 교내디베이트대회 운영, 프로그램 지원
- 2021 연세대 RC 프로그램 연세디베이트오픈 운영지원[21]

### 교육
- 2018 구로종합사회복지관 토론교실
- 2018 처인구 주택협동조합 도서관 토론교실
- 2018, 2020 대학생 영어토론교실
- 2019 디베이트코리아 펠로쉽
- 2019~2020 잉쿱 사회적협동조합영어강사 양성 아카데미 컨텐츠 지원 및 강연진행[22]
- 2020 지방인재개발원 연계 글로벌리더과정 연수 디베이트 강좌 컨텐츠 지원 및 강연 진행
- 2020 연세대학교 외국어학당 정규 영어과정 디베이트 강의 진행
- 2020 디베이트코리아 인스티튜션 공식 대학생 영어토론 연합동아리 개설
- 2021 육군사관학교 생도 대상 교육 프로그램 진행 및 MOU 체결[23]

## 사단법인 디스커버코리아
단체 설립 당시부터 활발하게 진행된 한국 문화 알리기가 WUDC 유치 및 개최로 인해 본격적으로 미국, 남아프리카, 태국, 베트남 등에서 추진되자 아예 전세계 청년들의 소통 및 교류를 활성화할 수 있는 한국 중심 국제교류 관련 사단법인 설립을 계획했다.
2020년 6월 외교부 소관 사단법인 디스커버코리아를 설립하고 디베이트코리아는 산하 단체가 된다. 전세계로 활동 범위를 넓혀 해외 청년들과 국내 청년들이 서로 한국어로 소통하며 국제사회의 리더가 될 역량을 강화할 수 있는 공간을 만드는 중이다.

## 파트너

### 정부기관, 지자체 및 공사
- 문화체육관광부
- 교육부
- 문화체육관광위원회
- 외교통일위원회
- 서울특별시
- 경기도
- 강원도
- 한국관광공사
- 경기관광공사
- 국민연금공단
- 고양컨벤션뷰로

### 교육기관
- 코넬대학교
- 예일대학교
- 국립하노이대학교
- 서울대학교
- 연세대학교
- 경희대학교
- 육군사관학교
- 중앙대학교
- 서강대학교
- 한양대학교
- 세인트폴국제학교
- 솔브릿지 국제경영대학

### 기업 및 단체
- 서울연구원
- 연합뉴스
- 코리아 헤럴드
- 인터컴
- 플랜 인터네셔널
- 네오밸류
- 미래희망기구
- 킨텍스
- 에어아시아
- 레드불 유한회사

1. ↑  입력 2019.02.07 15:54 (2019년 2월 7일). “킨텍스, 2021년 '제41회 세계대학생토론대회' 유치”. 2019년 9월 28일에 확인함.[깨진 링크(과거 내용 찾기)]
2. ↑  김광호 (2019년 2월 7일). “2021년 세계대학생토론대회 경기도 킨텍스서 개최”. 2019년 9월 28일에 확인함.
3. ↑  “코넬-연세 온라인 디베이트 캠프”. 2022년 8월 19일에 확인함.
4. ↑  최진실 (2018년 7월 26일). “오상진, 국제영어토론대회 서울오픈 2년연속 성황리 마무리”. 2022년 8월 19일에 확인함.
5. ↑  OSEN (2017년 7월 21일). “오상진, 亞 최대규모 국제 영어토론대회 성황리 마무리”. 2022년 8월 19일에 확인함.
6. ↑  “EBS뉴스 - 영어로 논리를 겨루다‥국제 대학생 영어토론대회 개막”. 2022년 8월 19일에 확인함.
7. ↑  “세계 최고의 토론 고수를 찾아라”. 2017년 7월 18일. 2022년 8월 19일에 확인함.
8. ↑  “2021 세계대학생토론대회”. 2022년 8월 19일에 확인함.
9. ↑  김광호 (2019년 2월 7일). “2021년 세계대학생토론대회 경기도 킨텍스서 개최”. 2022년 8월 19일에 확인함.
10. ↑  이데일리 (2019년 2월 7일). “전세계 대학생들, 2021년 킨텍스에 모인다…세계대학생토론대회 열려”. 2022년 8월 19일에 확인함.
11. ↑  “'세계대학생토론대회(WUDC) 2021', 경기서 열린다”. 2019년 2월 7일. 2022년 8월 19일에 확인함.
12. ↑  “YUU KNC 2016”. 2022년 8월 19일에 확인함.
13. ↑  “SNUDA KNC 2017”. 2022년 8월 19일에 확인함.
14. ↑  “HYDS x KNC 2018”. 2022년 8월 19일에 확인함.
15. ↑  “ADS x KNC 2019”. 2022년 8월 19일에 확인함.
16. ↑  “KIDA Rookie Tournament”. 2022년 8월 19일에 확인함.
17. ↑  “KIAT 2018”. 2022년 8월 19일에 확인함.
18. ↑  “Archive of Y Forum - MBN Y 포럼 2018”. 《MBN Y FORUM 2022》.
19. ↑  “Debate Korea”. 2022년 8월 19일에 확인함.
20. ↑  “Chung kết The Debaters | Để AI quyết định tương lai của nhân loại? | MOJI vs Chemical X”. 《YouYube》.
21. ↑  “연세대학교 Residential College”. 2022년 8월 19일에 확인함.
22. ↑  “청운동수업안내”. 2022년 8월 19일에 확인함.
23. ↑  매거진한경 (2022년 1월 21일). “[2022 중앙대 캠퍼스타운 스타트업 CEO] 체계적인 글로벌 토론 문화 한국에 꽃 피우는 ‘디베이트코리아’”. 2022년 8월 19일에 확인함.